# Hautapu
El HMNZS Hautapu fue uno de los ocho arrastreros de acero de la clase Castle construidos en Nueva Zelanda y puestos en servicio por la Marina Real de Nueva Zelanda durante la Segunda Guerra Mundial.

## Hundimiento

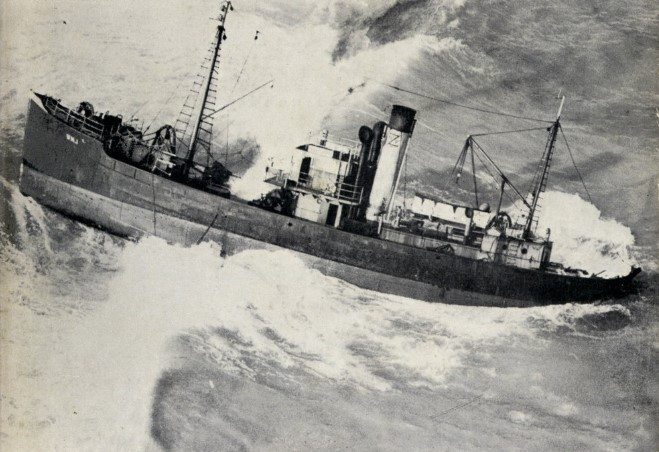
El Hautapu poco después de encallar.

El 4 de noviembre de 1963, el Hautapu chocó contra un objeto no identificado y encalló frente a la costa este de Marlborough, dañando el timón y siendo arrastrado hacia la playa a pesar de estar completamente a popa. Los ocho miembros de la tripulación a bordo sobrevivieron. Después de esto hubo intentos de rescatar el Hautapu, pero ninguno tuvo éxito. El Hautapu fue finalmente rescatado el 29 de abril de 1964 y fue remolcado a Wellington. Una vez rescatado, se descubrió que los saqueadores habían despojado al barco de la mayor parte de su equipo. Cuando el Hautapu llegó a Wellington, sería llevado a una rampa para su inspección, para determinar el destino del barco.
Después de la inspección, fue declarado pérdida total ya que se descubrió que las olas lo habían dañado estructuralmente, y la reparación se consideró inútil. Como eran dueños del arrastrero Taiaroa (anteriormente HMNZS Waikato), New Zealand Fisheries decidió quedarse con el Hautapu para obtener piezas de repuesto para el Taiaroa.  Después de dos años, el Hautapu fue ofrecido a la Real Fuerza Aérea de Nueva Zelanda (RNZAF) para ser hundido, lo cual aceptaron. Iba a ser remolcado por el HMNZS Inverell y atacado por aviones a reacción de Havilland Vampire y English Electric Canberra. Los planes para hundirlo se pospusieron después de que el MV Kaitawa se hundiera con toda la tripulación perdida, y el Inverell fue enviado a localizar sus restos.
Sin embargo, el 2 de junio de 1966, el Hautapu se hundió en Shelly Bay después de que se detonara una carga de popa, que se colocó allí en caso de que la RNZAF no pudiera hundir el Hautapu. Después del hundimiento, hubo una disputa legal sobre quién era el propietario del naufragio, con la RNZAF alegando que New Zealand Fisheries Ltd todavía era dueño del naufragio, y New Zealand Fisheries Ltd alegando que la RNZAF era dueño del naufragio, lo que resultó en una batalla legal de seis años. En julio de 1972, después de otra reunión de funcionarios, el Secretario de Defensa ayudaría a retirar los restos del Hautapu, negando al mismo tiempo su propiedad. Fue desmantelado en 1972-1973 por buzos de la Marina Real de Nueva Zelanda, con la grúa flotante Hikitia elevando las secciones a la orilla para ser desguazadas.